# Tupolev Tu-324
Il Tupolev Tu-324 è un bimotore a getto di linea regionale progettato dall'azienda aeronautica russa Tupolev negli anni duemila ed attualmente in fase di sviluppo.

## Caratteristiche tecniche
È stato progettato per gli aeroporti regionali di classe B secondo le normative internazionali FAR/JAR: infatti la pista necessaria per il decollo/atterraggio è di soli 1800 m. Il progettista è l'ingegnere russo Valentin Dmitriev.
Sono previste l'utilizzo delle tecnologie satellitari più avanzate nel controllo del traffico aereo secondo le normative di sicurezza più recenti.
L'aereo può essere equipaggiato con i propulsori AI-22 BR-710, che sono posizionati nella coda dell'aereo, aspetto che permette di escludere l'ingerimento di oggetti estranei da parte dei motori nella fase del decollo/atterraggio.
La configurazione delle poltrone prevede due file da due posti, ma sarà possibile anche una trasformazione nella versione cargo e nella versione VIP.
La forma alare è analoga a quella del Tu-334 in scala ridotta e ne sfrutta tutto il potenziale. L'aereo è stato progettato per sopportare escursioni termiche da −55° a +45°.

## Altre versioni

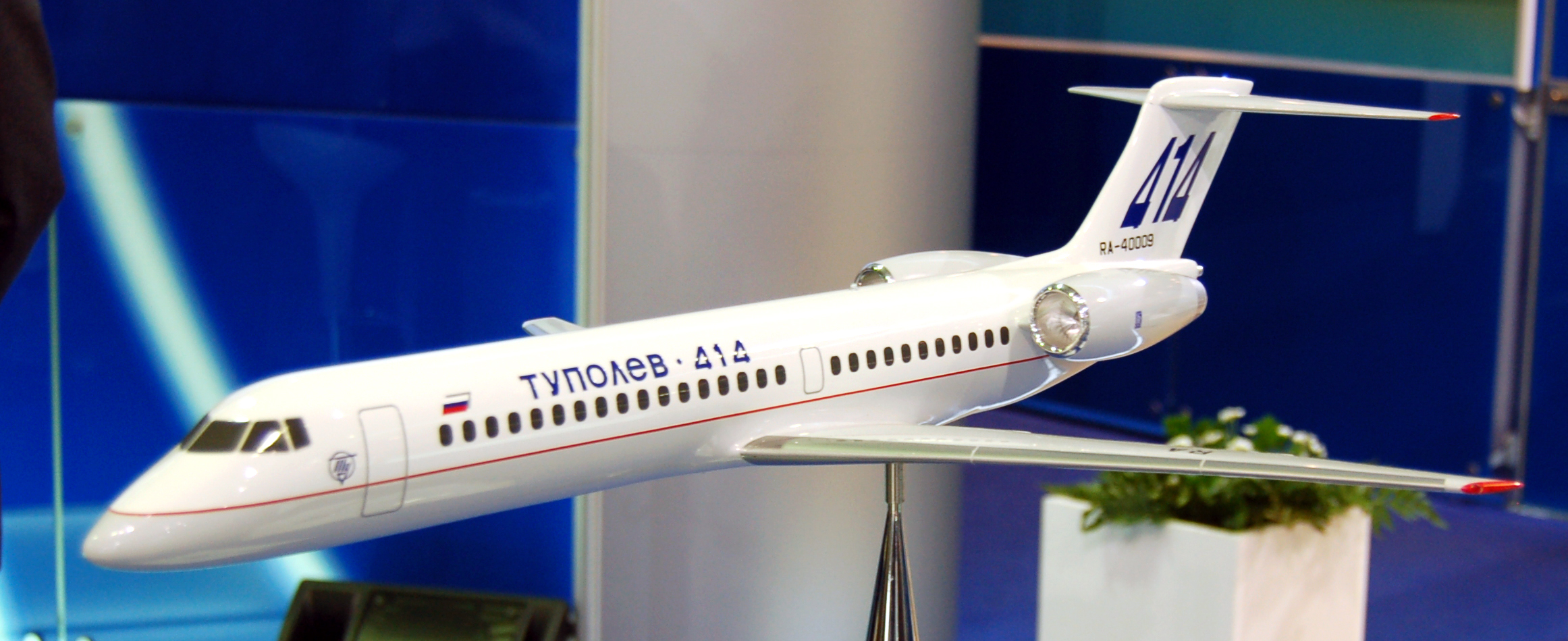
Modellino espositivo
del Tupolev Tu-414

Il progetto prevede anche la versione più lunga Tupolev Tu-414 con una maggiore capacità di carico. Sono previste anche le versioni Tupolev Tu-324A e Tupolev Tu-414A, con la capacità dei passeggeri da 8 fino a 19 (Tu-324A) e fino a 26 (Tu-414A).
L'autonomia a pieno carico è annunciata in a 7.500 km per il Tupolev Tu-324A e 8.410 km per il Tupolev Tu-414A.